# أريادني (إمبراطورة)
آليا أريادني (حوالي 450 – 515) كانت زوجة الإمبراطور زينون وأناستاسيوس الأول من الإمبراطورية الرومانية.

## وصلات خارجية
- Profile of her father Leo in the Prosopography of the Late Roman Empire
- Profile of her sister Leontia in the Prosopography of the Late Roman Empire
- Cawley، Charles، Her listing, along with her parents,، Medieval Lands database، Foundation for Medieval Genealogy {{استشهاد}}: يحتوي الاستشهاد على وسيط غير معروف وفارغs: |HIDE_PARAMETER6=، |HIDE_PARAMETER1=، |HIDE_PARAMETER4=، |HIDE_PARAMETER7=، و|HIDE_PARAMETER5= (مساعدة), [بحاجة لمصدر أفضل]

| الألقاب الملكية | الألقاب الملكية                   | الألقاب الملكية |
| --------------- | --------------------------------- | --------------- |
| سبقها Verina    | Byzantine Empress consort 474–475 | تبعها Zenonis   |
| سبقها Zenonis   | Byzantine Empress consort 476–515 | تبعها Euphemia  |